# Гран-Манан
Гран-Манан (англ. Grand Manan) — остров в заливе Фанди (провинция Нью-Брансуик, Канада).

## География

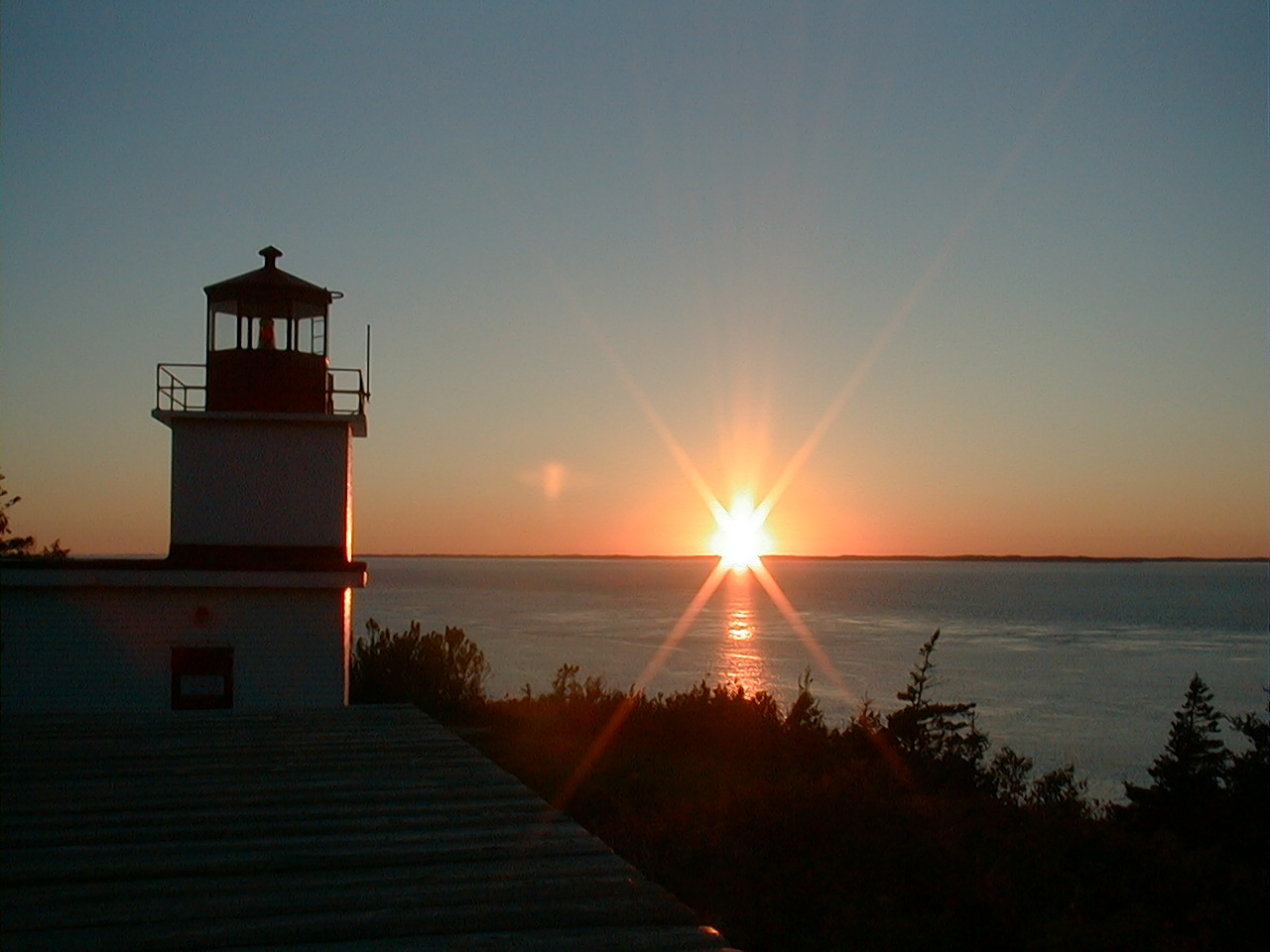
Закат на берегу острова Гран-Манан

Остров расположен на границе между заливом Фанди и заливом Мэн близ побережья штата Мэн (США). От материка и соседнего острова Кампобелло Гран-Манан отделяется одноимённым проливом. От открытых вод Атлантического океана c востока, северо-востока и юго-востока Гран-Манан прикрыт полуостровом Новая Шотландия, от которого отделён водами залива Фанди. Является наиболее крупным островом одноимённого архипелага. В состав архипелага также входят острова Уайт-Хел, Росс, Лонг, Вуд, Оутер, Кент, Чени, Грейт-Дак, Хай-Дак, Лоу-Дак, Нантакет и другие более мелкие. Все острова архипелага сосредоточены у восточного побережья острова Гран-Манан.
Площадь острова Гран-Манан составляет 137 км², длина береговой линии — 76 км. Остров имеет форму, близкую к овальной, длина острова составляет 24 км, максимальная ширина равна 11 км.

## Население
Основные населённые пункты: Норт-Хед, Гранд-Харбор, Сил-Коув, Вудвардс-Коув. Все населённые пункты острова 8 мая 1995 года были объединены в единый муниципалитет Гран-Манан. Юридически является частью графства Шарлотт провинции Нью-Брансуик в Канаде. Численность населения острова в 2006 году составляла 2460 человек. Большая часть населения острова проживает в восточной части острова.